# Petra Kulichová
Petra Kulichová (nacida el  13 de septiembre de 1984 en Pardubice) es una jugadora de baloncesto checa. Consiguió 3 medallas en competiciones oficiales con la República Checa. Con 1.98 metros de estatura, juega en la posición de pívot.